# Szeroki Żleb (Dolina Rybiego Potoku)

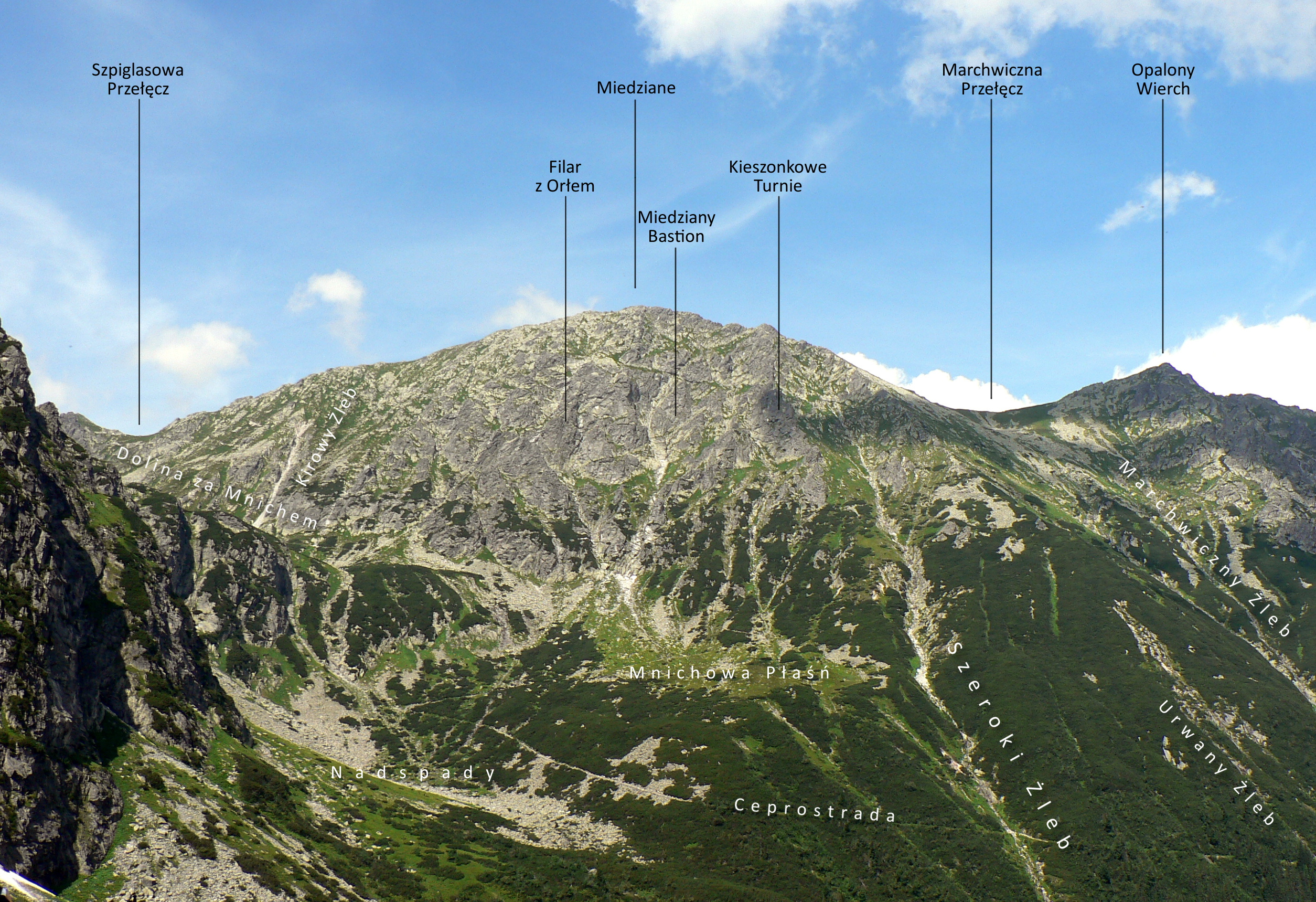
Miedziane i Szeroki Żleb, widok znad Czarnego Stawu pod Rysami

Szeroki Żleb – żleb w masywie Miedzianego w polskich Tatrach Wysokich. Opada z wysokości ok. 2130 m do Półwyspu Miłości nad Morskim Okiem (1395 m), ma więc ok. 735 różnicy wysokości i jest najdłuższą formacją skalną na południowo-wschodnich stokach Miedzianego. Jego orograficznie prawe ograniczenie tworzą Kieszonkowe Turnie, lewe szeroka grzęda oddzielająca go od Marchwicznego Żlebu (w jej dolnej części znajduje się Urwany Żleb).
Jest to żleb lawinowy. Nie ma górą tak lejkowatego kształtu, jak sąsiedni Marchwiczny Żleb, jego pole lawinowe jest więc mniejsze, jednak schodzące nim lawiny stale znoszą w dół materiał skalny, powiększając Półwysep Miłości (na niektórych mapach opisany jako Mały Piarżek). Przecina Ceprostradę na wysokości ok. 1500 m. Powyżej tego szlaku turystycznego w Szerokim Żlebie znajduje się wiele niewielkich progów skalnych, a na wysokości ok. 1750 wielki i zbudowany z litej skały próg 40-metrowej wysokości o pionowych bocznych ścianach. Zimą tworzy się na nim lodospad o maksymalnym nachyleniu 80°, ale tylko na początku zimy, później cały żleb jest równo zawalony śniegiem. Latem próg ten łatwo można go obejść po lewej (patrząc od dołu) stronie. Kilkadziesiąt metrów powyżej progu żleb rozwidla się, krótka odnoga wcina się w grzędę oddzielającą Szeroki Żleb od Marchwicznego Żlebu, a w rozwidleniu znajduje się 30-metrowej wysokości turniczka.
Łatwiejszymi fragmentami żlebu dawniej chodzili pasterze, górnicy, narciarze i turyści. Obecnie cały rejon Miedzianego to obszar ochrony ścisłej. Pierwsze zimowe przejście 40-metrowego progu z górną asekuracją: Władysław Cywiński 27 grudnia 2002, tego samego dnia 5 godzin później (ale bez górnej asekuracji): Przemysław Łoziński i Marek Ziółkowski. Pierwsze opisane przejście letnie całego żlebu: Władysław Cywiński i Piotr Gruszka 2 sierpnia 2003.
W 2002 r. w Szerokim Żlebie odkryto populację bardzo w Polsce rzadkiej rośliny – jastrzębca włosistego.

## Szlaki turystyczne
– schronisko PTTK nad Morskim Okiem – Szpiglasowa Przełęcz – rozdroże w Dolinie Pięciu Stawów Polskich.